# محمد بودريقة
محمد بودريقة من مواليد 29 أغسطس 1983 بمدينة الدار البيضاء، هو رجل أعمال مغربي  ترأس نادي الرجاء البيضاوي منذ سنة 2012 ،ومن إنجازاته الوصول بالنادي المغربي لنهائي كأس العالم للأندية لكرة القدم 2013 الذي نظم في المغرب، إضافة إلى الفوز بدرع الدوري الاحترافي موسم 2012-2013 وكأس العرش المغربي سنة 2012 ،وكذلك كأس شمال أفريقيا للأندية البطلة سنة 2015 الذي حظي المغرب بشرف استقباله.
في يوم 26 مايو 2023، تم انتخاب محمد بودريقة كرئيس جديد لنادي الرجاء البيضاوي بعد ما فاز في الانتخابات الرئاسية النادي ضد منافسه سعيد حسبان.
توج محمد بودريقة كرئيس لنادي الرجاء الرياضي بالدوري المغربي مرتين مواسم 2012-13 و 2023-24 ، وبكأس العرش مرتين مواسم 2012 و 2023. كذلك فاز بلقب كأس شمال إفريقيا سنة 2015. كما قاد النادي للوصول لنهائي كأس العالم للأندية 2013 الذي تم تنظيمه بالمغرب

## إنجازاته الرياضية
- الدوري المغربي مرتين 2012-13 و 2023-24
- كأس العرش مرتين موسمي 2012 و 2023
- كأس شمال إفريقيا سنة 2015
- نهائي كأس العالم للأندية لكرة القدم سنة 2013 بالمغرب

## حياته الشخصية
بودريقة متزوج من سيدة لبنانية، وله معها ثلاثة أبناء (عبد العلي - آدم - مريم).

## روابط خارجية
- أعضاء مكتب جامعة كرة القدم المغربية
- رؤساء نادي الرجاء